# Tombstoneïta
La tombstoneïta és un mineral de la classe dels òxids.

## Característiques
La tombstoneïta és un òxid de fórmula química (Ca0.5Pb0.5)Pb₃Cu2+₆Te6+₂O₆(Te4+O₃)₆(Se4+O₃)₂(SO₄)₂·3H₂O. És la primera espècie coneguda amb anions essencials de tel·lurat, selenat i sulfat. Va ser aprovada com a espècie vàlida per l'Associació Mineralògica Internacional l'any 2021, sent publicada l'any 2022. Cristal·litza en el sistema trigonal.
L'exemplar que va servir per a determinar l'espècie, el que es coneix com a material tipus, es troba conservat a les col·leccions mineralògiques del Museu d'Història Natural del Comtat de Los Angeles, a Los Angeles (Califòrnia) amb el número de catàleg: 76150.

## Formació i jaciments
Va ser descoberta a la mina Grand Central, situada al districte miner de Tombstone, dins el comtat de Cochise (Arizona, Estats Units), en forma de petits cristalls pseudohexagonals verds, de fins a 100 μm de diàmetre i 20 μm de gruix, trobats en cavitats en matriu de quars associats a rodalquilarita i jarosita. Aquesta mina estatunidenca és l'únic indret de tot el planeta on ha estat descrita aquesta espècie mineral.